# Riccò del Golfo di Spezia
Riccò del Golfo di Spezia là một đô thị ở tỉnh La Spezia trong vùng Liguria của Ý, có cự ly khoảng 80 km về phía đông nam của Genoa và khoảng 10 km về phía đông bắc của La Spezia. Tại thời điểm ngày 31 tháng 12 năm 2004, đô thị này có dân số 3.400 người và diện tích là 36,9 km².
Đô thị Riccò del Golfo di Spezia có các frazioni (các đơn vị dân cư cấp dưới, chủ yếu là các làng) San Benedetto, Porcale, Quaratica, Valdipino, Casella, Ponzò, Bovecchio, Falabiana, Camedone, Polverara, Piandibarca and Carpena.
Riccò del Golfo di Spezia giáp các đô thị sau: Beverino, Follo, La Spezia, Riomaggiore, Vernazza.